# 德拉瓦級戰艦
德拉瓦級戰艦（英語：Delaware class）是美國海軍的第二級無畏艦，本級包含兩艘戰艦：德拉瓦號戰艦與北達科他號戰艦。由於美國國會對主力艦施加的16,000英噸(16,257噸)限制被取消，使得海軍建造與修理局的設計人員能夠修正前一級南卡羅來納級的缺點，打造出更強大、更有效、更均衡的戰艦。1909年下水的這些戰艦成為美國海軍歷史上第一批排水量超過20,000英噸(20,321噸)的軍艦。
德拉瓦級搭載十門12-英寸（305-）火炮，分佈於五座砲塔中，比南卡羅來納級多出兩門。此外，美國海軍在本級重新採用全尺寸的中口徑火炮來對抗魚雷艇。雖然5-英寸（127-）炮的口徑小於其他主要海軍強權所使用的火炮，但該口徑在20世紀的大部分時間裡成為美國海軍的標準中口徑火炮。本級航速可達21 kn（24 mph；39 km/h），相比南卡羅來納級的18.5 kn（21 mph；34 km/h）有顯著提升，並成為之後美國標準型戰艦的基本航速標準。本級戰艦的動力系統採用混合配置，其中「北達科他」號安裝蒸汽渦輪機，而「德拉瓦號」則保留了複合蒸汽機。直接驅動渦輪機的燃油效率較差，這對於缺乏英國廣泛煤炭補給站的美國海軍而言是一個重大問題。
這些戰艦在服役期間執行了不同的任務。在第一次世界大戰期間，「德拉瓦號」隸屬於第九戰艦分艦隊，並被派往英國大艦隊，參與護航任務及對德意志公海艦隊的封鎖。而「北達科他」號則因為其渦輪機問題而留在美國沿岸。戰後，兩艦主要執行訓練巡航任務。「德拉瓦」號於1924年根據華盛頓海軍條約解體，「北達科他」號則於1931年根據1930年倫敦海軍條約拆解。

## 設計
由於无畏号战列舰的下水及相關錯誤訊息的傳播，美國海軍及美國國會認為這艘戰艦遠優於當時正在建造的兩艘南卡羅來納級戰艦。實際上，南卡羅來納級僅在航速方面遜於無畏號，雖然其主砲數量較少，但可以將所有主砲用於舷側齊射，因此其投射火力與無畏號相當。此外，由於裝甲與隔艙設計較為精細，防護能力甚至超過無畏號。然而，當時的美國海軍並未意識到這些優勢。同時，海軍的建造與修理局（C&R）在國會的噸位限制下已經將戰艦設計推至極限，該限制終於被取消，自此之後的限制將由條約來決定。 1906年6月26日的授權法案規定，新戰艦必須「擁有與任何同類艦艇相當的最重裝甲與最強火力，並具備最高可行航速與最遠可行航程。」
德拉瓦級是美國海軍在1906年至1919年間設計的11種主力艦之一，在此期間共開工建造29艘戰艦與6艘戰鬥巡洋艦，其中7艘戰艦與所有6艘戰鬥巡洋艦均被取消。除了列星頓戰鬥巡洋艦之外，所有這些艦艇的最高航速均不超過23 kn（26 mph；43 km/h），排水量介於16,000至42,000 long ton（16,257至42,674 t）之間。 此時，美國尚未有任何一艘無畏艦服役，所有設計皆基於前無畏艦的經驗或對外國戰艦的觀察。
德拉瓦級的設計實際上早在1905年至1906年便已準備完成，當時提出兩種方案——排水量20,500 long ton（20,829 t）的10門主砲版本，以及排水量24,000 long ton（24,385 t）的12門主砲版本。由於後者的成本過高，最終遭到否決，即便將排水量降至22,000 long ton（22,353 t）噸仍未被採納。此外，由於C&R需考慮私人造船廠的設計，導致德拉瓦級延至1907年才開始建造。儘管如此，私營企業的設計並未獲得海軍青睞。然而，福爾里弗造船廠最終將其設計發展成里瓦達維亞戰艦，並供應給阿根廷海軍。儘管C&R的設計被認為優於此版本，但仍受到批評，特別是在副砲的配置與防護方面。

### 特徵
特拉華級戰艦相較於其前身「南卡羅來納級」戰艦，顯著提升了戰力，康威的《世界戰艦》一書中提到，它是第一艘達到英國無畏級戰艦標準的戰艦。 這一進步主要歸因於美國國會取消了對新型戰艦尺寸的限制；國會唯一施加的限制是艦體與機械設備的成本不得超過600萬美元。
特拉華級戰艦的體型也顯著大於「南卡羅來納級」。它們的水線長度為510英尺（155米），全長則達到518英尺9英寸（158米）。相比之下，「南卡羅來納級」戰艦的全長僅為452英尺9英寸（138米）。「特拉華級」的船寬為85英尺3英寸（26米），吃水深度為27英尺3英寸（8米）；而「南卡羅來納級」的數據則分別為80英尺3英寸（24米）與24英尺6英寸（7米）。「特拉華級」的標準排水量為20,380 long ton（20,707 t），滿載排水量則達到22,060 long ton（22,414 t），相比之下，「南卡羅來納級」的標準排水量為16,000 long ton（16,257 t），滿載排水量為17,617 long ton（17,900 t）。
此外，「特拉華級」的船首設計包含了早期版本的球鼻艏技術。

### 推進系統
由於美國預期與日本發生敵對行動，需橫渡太平洋，因此所有美國戰艦設計中，長航程一直是反覆強調的主題。 作為實驗，這兩艘戰艦採用了不同的動力裝置。「德拉瓦號」（USS Delaware）採用三重膨脹式往復引擎，而「北達科他號」（USS North Dakota）則裝備了柯蒂斯直驅式蒸汽渦輪引擎。兩艘戰艦皆配備14座巴布科克－威爾科克斯鍋爐，原始動力系統均額定為25,000 shp（18,642 kW）； 並且兩艘戰艦的最高航速皆可達21節。 海軍首席造船工程師華盛頓·L·卡普斯（Washington L. Capps）預測，「北達科他號」在16節航速下的航程半徑比「德拉瓦號」短25%，而在14節航速下則短45%，此預測是基於水槽試驗以及當時已知的蒸汽渦輪性能所作出的。這項估算在1909年的試航中得到證實。此外，由於「德拉瓦號」的引擎軸承採用了強制潤滑，而非重力供油系統，因此能夠以全速航行24小時而無需進行引擎維修。這在當時幾乎是不可能的，因為往復引擎通常在全功率運行時會因劇烈震動而損壞。然而，這種可靠性在1930年代末受到質疑，因為配備往復引擎的戰艦在太平洋地區表現不佳。 到1917年，「北達科他號」原本的柯蒂斯渦輪被更強大且更高效的齒輪渦輪取代，輸出功率提升至31,300 shp（23,340 kW），比原始引擎提高約6,000 shp（4,474 kW）。

### 武裝

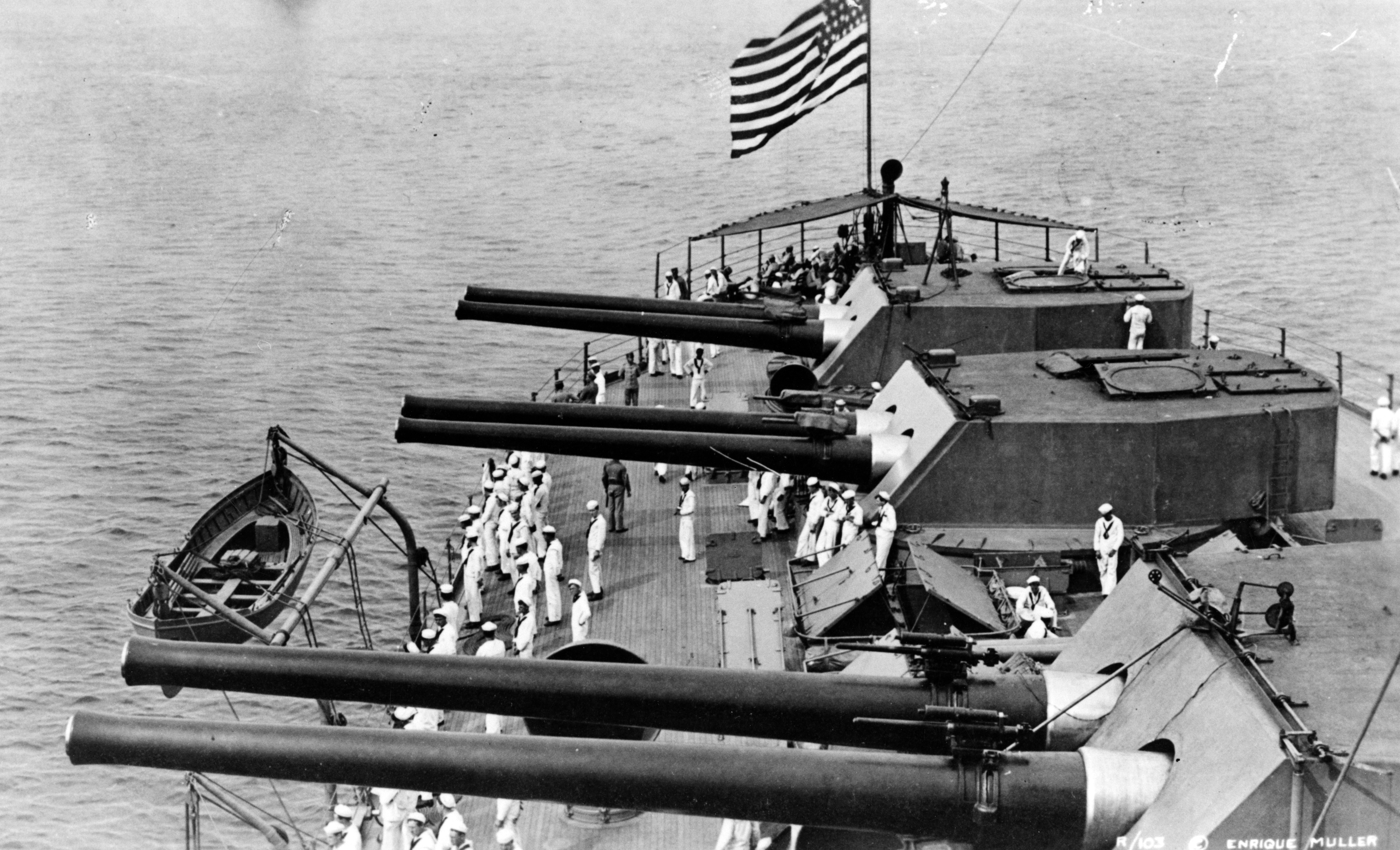
德拉瓦號（USS Delaware）上的三座12英吋艦炮後部砲塔

#### 主炮
德拉瓦級戰艦裝備了十門12英吋/45倍徑 Mark 5型艦炮，分別安裝於五座雙聯裝砲塔內，與前一級的「南卡羅來納級」相比增加了兩門火炮。砲塔採用Mark 7型設計，其俯仰角範圍為-5度至15度。這些火炮的射速為每分鐘2至3發，可發射870磅（395）的砲彈，包括穿甲彈（AP）與普通彈（Common），但普通彈在1915年即已過時並停止生產。推進藥裝填量為310磅（141），裝填於絲質藥包內，賦予砲彈2,700 ft/s（823 m/s）的初速。火炮的槍管壽命預計為175發，之後需更換。每門火炮配備100發砲彈，全艦總計1,000發。在15度仰角時，最大射程約為20,000 yd（18,288米）。
兩座砲塔安裝於艦艏，採用超射佈局，而另三座砲塔則位於主上層建築後方，均沿艦體中央軸線排列。然而，後部砲塔的配置存在問題。卡普斯將後方超射砲塔（編號3）安裝於最接近艦體中央的位置，因為其高炮座導致重量最大，置於此處可獲得艦體最大的浮力支撐。而另外兩座後部砲塔（編號4與5）則採取同層背對背排列。這樣的配置產生兩個問題：首先，編號3砲塔在編號4砲塔向前射擊時無法朝艦艉射擊，導致艦艉僅有編號5砲塔的兩門12英吋火炮可用；其次，由於機艙位於編號3與4砲塔之間，蒸汽管線需繞過編號3砲塔的彈藥庫供應動力，這導致管線可能加熱彈藥庫內的火藥，影響其性能。這一設計缺陷在多艘英國無畏艦上也曾出現，但當時的造艦技術限制使其難以避免。
主炮的重量亦是一大挑戰，每座砲塔重達437 long ton（444 t）。 這些重量須分佈於艦體各處，導致艦體承受更大應力。火炮位置越接近艦艏或艦艉，結構壓力越大，長期可能導致金屬疲勞與結構損壞。此外，高速需求使得艦體首尾必須設計得較為纖細，這使得浮力較低，而機械空間的需求又使得主炮無法安裝於更內側。由於「德拉瓦級」並未受到排水量限制，卡普斯決定加深艦體以部分緩解這一問題，他加裝了艦艏上層甲板以改善適航性，並於艦艉恢復完整艦體高度，但這些措施並未完全解決問題。

#### 副炮

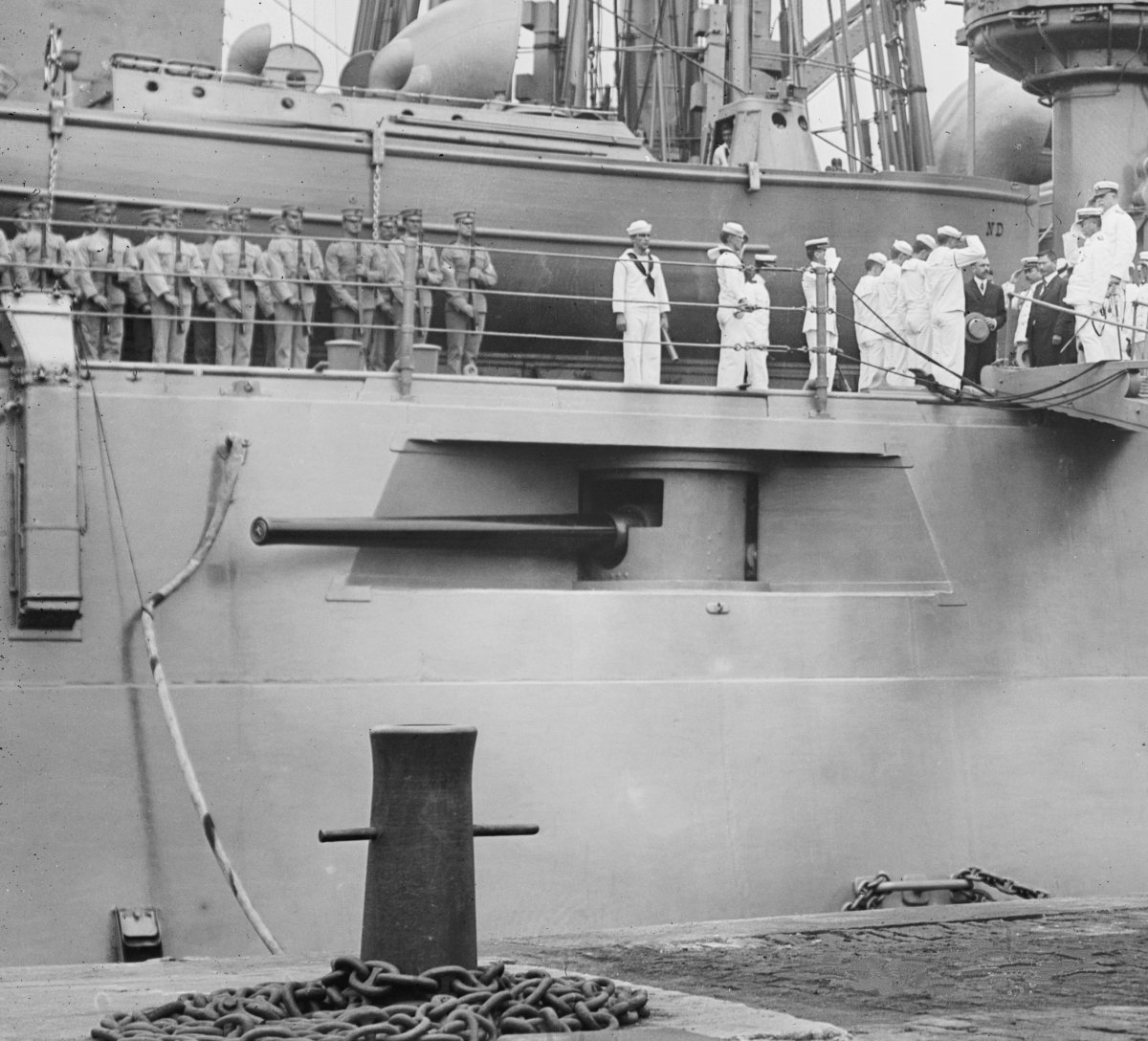
美國海軍北達科他號上的舷側砲廓安裝的5英寸/50倍徑火炮

海軍戰爭學院於1905年紐波特夏季會議上認為，「南卡羅來納級」裝備的3-英寸（76-）炮過於輕型，無法有效防禦魚雷艇。會議期間成立的一個專門委員會建議，應該使用高初速、平彈道的火炮——既要強大到能擊毀來襲艦艇，又要輕便以便操作和快速射擊。該委員會認為，5英寸火炮最為合適。 在「德拉瓦級」的設計過程中，造船與修理局曾考慮使用6-英寸（152-）炮，但海軍戰爭學院對這類火炮缺乏防碎片裝甲及煙霧干擾的問題提出擔憂，因此最終選擇了5英寸/50倍徑火炮，以平衡裝甲重量的增加。
「德拉瓦級」裝備了十四門5英寸/50倍徑Mark 6火炮，其中兩門安裝於主甲板前部，十門安裝於砲廓內，另有兩門設置於主甲板後部，位於5號炮塔兩側。 該火炮的射速為每分鐘6至8發，並可發射三種炮彈：一種為重50磅（23）的「輕型」穿甲彈（AP），另一種為重60磅（27）的「重型」穿甲彈，以及同樣重50磅的通用Mark 15炮彈。50磅炮彈的初速為3,000 ft/s（914 m/s），而60磅炮彈的初速略低，為2,700 ft/s（823 m/s）。這些火炮安裝在Mark 9與Mark 12基座上，其中Mark 9的最大仰角為15度，而Mark 12則可達25度。 5英寸/50倍徑炮的最佳穿透能力在5,000 yd（4,572米），這也是選擇它作為「德拉瓦級」副炮的決定性因素。 每門5英寸火炮的標準配彈為240發。
雖然美國海軍認為這些火炮相較「南卡羅來納」級有所改進，但其佈局仍然存在問題，即便在平靜的海況下，這些火炮仍然會受到海水影響，難以操作。在海試後，前部火炮被移至上層建築內。 此外，安裝於砲廓內的副炮位於主甲板下一層，常因艦艏進水問題而受到抱怨，並且這些砲位還影響了艦艏波浪的流動，導致額外的阻力增加。

#### 防空炮
與「南卡羅來納級」相同，這些軍艦於1917年安裝了兩門3吋50倍徑火炮防空炮（AA），使用Mark 11炮座。Mark 11炮座是美國海軍配備的第一款3英寸防空炮座。其砲耳高度為66.25英寸（168 cm），相比之下，對水面目標使用的基座式炮座高度為45英寸（114 cm）。這使其俯仰範圍可達−10至85度。最大射程為14,600 yd（13,350米）（仰角43度），最大射高為30,400英尺（9,266米）（仰角85度）。

#### 魚雷管
德拉瓦級戰艦配備了兩具21-英寸（533-）口徑的魚雷發射管，安裝於艦體水線下方。 這些發射管使用Bliss-Leavitt 21英寸Mark 3 Model 1型魚雷，其總長196英寸（5.0米），重量2,059磅（934），彈頭裝載210磅（95）的TNT炸藥，航速為27 kn（31 mph；50 km/h），最大射程達9,000 yd（8,230米）。

### 裝甲
主裝甲帶在重要區域的厚度範圍為9至11英寸（229至279 mm）。安裝於船體內的艦炮砲廓裝甲厚度介於8、10英寸（203、254 mm）。主炮塔的炮座裝甲厚度則介於4、10英寸（102、254 mm），較易受到砲火攻擊的側面裝甲較厚，而較不易被擊中的前後部分則為了減重而採用較薄的裝甲。主砲砲塔本身裝甲厚度為12英寸（305 mm）。指揮塔的裝甲厚度為11.5英寸（292 mm）。 由於所有早期無畏艦的設計皆然，甲板裝甲相當薄，大部分區域的厚度為1.5英寸（38 mm），機械與彈藥艙上方則為2英寸（51 mm）。當時預期這些戰艦主要的交戰距離會少於10,000 yd（9,144米），因此敵軍砲彈擊中甲板的機率相對較低。

## 服役歷史
| 艦名       | 船體編號 | 建造廠                       | 安放龍骨       | 下水           | 服役          | 退役           | 最終狀態                     |
| ---------- | -------- | ---------------------------- | -------------- | -------------- | ------------- | -------------- | ---------------------------- |
| 德拉瓦號   | BB-28    | 紐波特紐斯造船廠，紐波特紐斯 | 1907年11月11日 | 1909年2月6日   | 1910年4月4日  | 1923年11月10日 | 1924年於波士頓海軍造船廠拆解 |
| 北達科他號 | BB-29    | 福爾河造船廠，昆西           | 1907年12月16日 | 1908年11月10日 | 1910年4月11日 | 1923年11月22日 | 1931年於巴爾的摩拆解         |

### 特拉華號

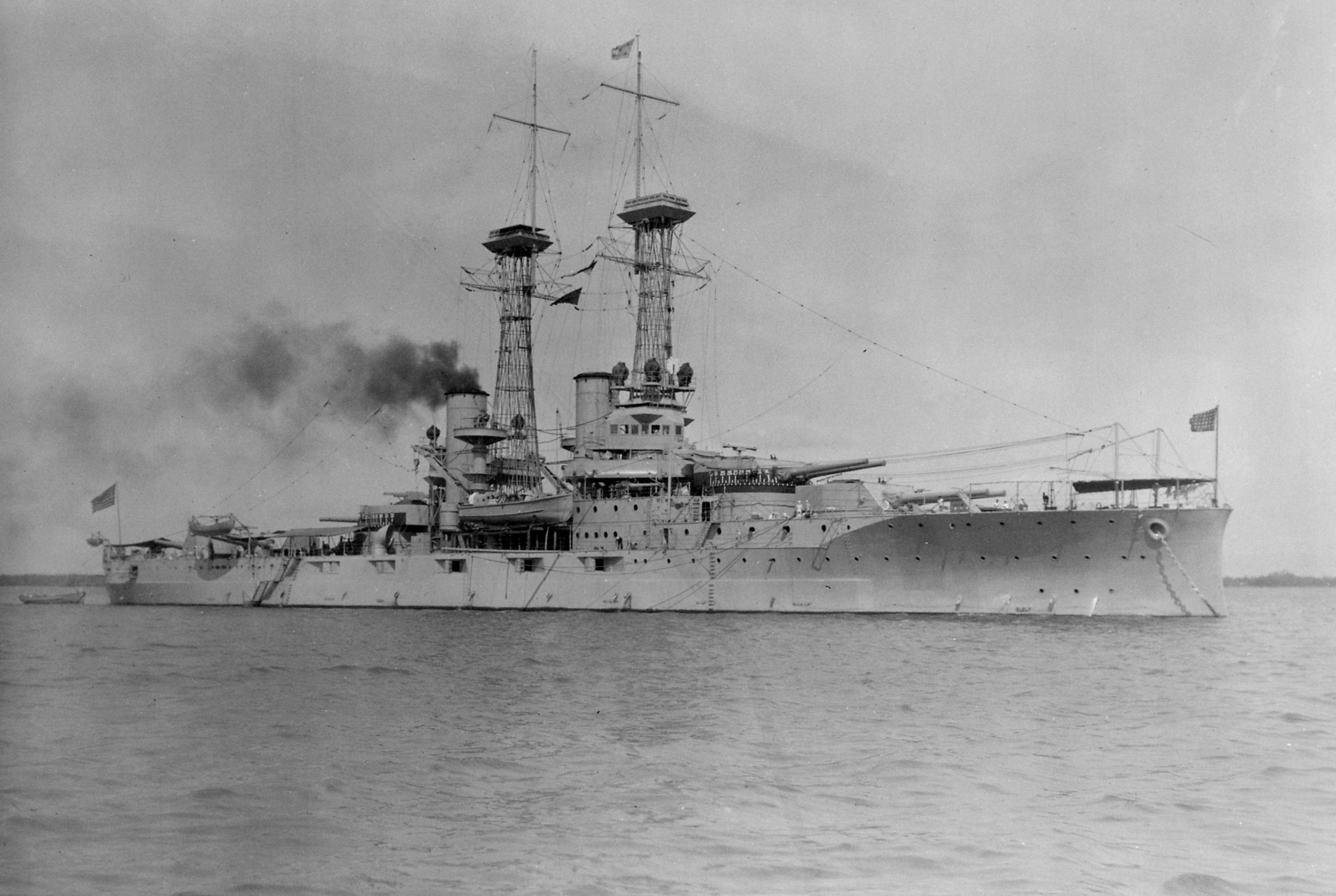
特拉華號，攝於1920年

在試航期間，特拉華號以全速連續航行24小時，以驗證其機械能夠承受長時間運作的壓力，成為首艘完成此項測試的美國戰艦。 1910年底，「特拉華號」航行至歐洲，隨後於1911年初前往南美洲。她於1912年及1913年再次航向歐洲，然後返回大西洋艦隊參與西大西洋及加勒比海的演習。1914年4月至5月，她參與了第二次韋拉克魯斯戰役。
1917年4月美國對德國宣戰後，「特拉華號」最初負責東岸沿海的戰備訓練。 同年末，她被派往歐洲，編入美國海軍的第九戰列艦分艦隊，由海軍少將休·羅德曼指揮，該部隊於12月7日抵達英國，並編入大艦隊的第六戰列艦戰隊。 1918年7月，「特拉華號」被撤回美國。
1920年，美國海軍開始為其艦艇採用船體編號，「德拉瓦號獲得BB-28的編號。在新的識別編號下，「德拉瓦」號僅進行了兩次巡航，皆為美國海軍學院的海軍學員訓練任務：第一次於1922年，第二次於1923年初。第二次巡航期間，「德拉瓦號航行至歐洲，並停靠了包括直布羅陀在內的多個港口。該艦於同年8月返回美國，隨後其船員被調派至新型戰艦科羅拉多號戰艦。之後，「德拉瓦號」被送往波士頓海軍船廠拆除武裝，最終於1923年11月退役，並於1924年2月出售予拆船商。

### 北達科他號

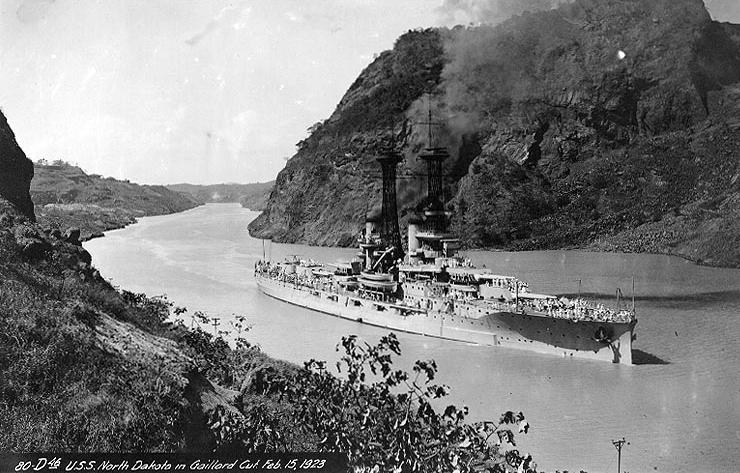
北達科他號穿越巴拿馬運河

服役後，北達科他號與特拉華號一同編入大西洋艦隊。1910年11月，她首次進行跨大西洋航行，訪問法國與英國。1914年，她亦參與了韋拉克魯斯戰役。然而，與「特拉華號」不同，「北達科他號」在美國參戰期間始終留守本土。 指揮美國遠征艦隊的休·羅德曼少將特別要求將「北達科他號」留在美國，認為其渦輪引擎不夠可靠，不適合部署至戰區。 1917年，她的引擎被更換為新的齒輪式渦輪， 並安裝了新的火控系統。
從1917年開始，「北達科他號」被用作砲兵與工程人員的訓練艦。戰後，她第二次前往歐洲，主要訪問地中海地區，並負責運送1919年10月20日於美國華盛頓去世的義大利大使文森佐·馬基·迪·切列雷的遺體返回本國。1921年，她參與了維吉尼亞海角的航空炸彈測試演習。1923年，她進行了第三次歐洲航行，該次搭載海軍學院的實習生，並停靠西班牙、蘇格蘭及斯堪地那維亞地區的港口。
由於受到華盛頓海軍條約的影響，「北達科他號」被列入需拆解的過剩軍艦之列。1923年11月，她正式退役，並於1924年拆除武裝後改作靶艦使用，直到1931年拆解。